# Stazione di Goksan
La stazione di Goksan (곡산역?, 谷山驛?, Goksan-yeokLR) è una stazione ferroviaria della città di Goyang, nella regione del Gyeonggi-do, in Corea del Sud, situata nel quartiere di Ilsandong-gu. Presso la stazione passano i treni locali del servizio suburbano della linea Gyeongui-Jungang.

## Struttura
La stazione, è dotata di due marciapiedi laterali, con due binari totali. I binari sono collegati al mezzanino sopraelevato da scale mobili, fisse e ascensori.
| 1 | ■ Linea Gyeongui | per Digital Media City, Seul, Yongsan e linea Jungang |
| 2 | ■ Linea Gyeongui | per Ilsan, Geumchon e Munsan                          |

## Stazioni adiacenti
| «                               | Servizio                | »              |
| Linea Gyeongui                  | Linea Gyeongui          | Linea Gyeongui |
| ------------------------------- | ----------------------- | -------------- |
| Baengma                         | Locale Espresso Jungang | Daegok         |
| L'espresso A/B/Daegok non ferma |                         |                |